# Ottmar Walter
Ottmar Walter (Kaiserslautern, 1924. március 3. – Kaiserslautern, 2013. június 16.) világbajnok német labdarúgó.

## Pályafutása
Az 1950-es években az 1. FC Kaiserslauternben és a német válogatottban játszott.
Ottmar Walter 1950 és 1955 között hússzor ölthette magára a német nemzeti válogatott mezét, és tíz gólt szerzett a Nationalelf színeiben. 1956-ban lezárta játékos-pályafutását.
A második világháború alatt behívták a haditengerészethez, és Cuxhavenben és Kielben teljesített szolgálatot. Ekkor, 1943-ban játszott a Cuxhavener SV színeiben a Gauligában, ami akkor a legmagasabb osztályú bajnokság volt Németországban. A bajnokság végén már a Holstein Kielnél játszott. Ezzel a csapattal végül a bajnokságban a harmadik helyéig jutott. A háború folyamán azonban a jobb térdén súlyosan megsérült.
Testvérével, Fritz-cel nagy mértékben hozzájárultak az 1. FC Kaiserslautern 1951-es és 1953-as bajnoki győzelméhez. A karrierjének csúcspontja az 1954-es labdarúgó-világbajnokság, ahol is emlékezetes játékkal a döntőben 3:2 arányban felülmúlták a magyar labdarúgó-válogatottat.
A 80. születésnapján, 2004. március 3-án megkapta a Németországért érdemrend keresztjét. A Fritz Walter Stadion (ami a testvéréről kapta a nevét) északi lelátójához vezető ajtót Ottmar Walter 80. születésnapja alkalmából Ottmar Walter-kapunak nevezték el.
2013. június 16-ig ő volt a legidősebb, még élő játékos az 1954-es világbajnok csapatból.